# 台湾鉄路管理局E1000型電車
E1000型電車（E1000がたでんしゃ）は台湾鉄路管理局（現台湾鉄路公司、以下「台鉄」に略称）の動力集中方式（プッシュプル方式）の電車である。両端の車両がともに動力車となっている。台湾ではプッシュプル方式電車を推拉式電車と呼ぶが、本稿では単に電車として表記する。本車両は自強号に充当され、プッシュプル方式（Push–pull train）であることからPP自強号（台湾では「推拉式自強号」）と呼ばれる。
先頭の動力車と中間の付随車とで製造メーカーが異なり、南アフリカのユニオン・キャリッジ・アンド・ワゴン（UCW）が製造した動力車が64両、韓国の現代精工（現：現代ロテム）が製造した中間車が336両存在する。このほか唐栄鉄工廠（現：唐栄鉄工廠の子会社台湾車輌）が製造し内装デザインの異なる中間車が45両あるため総両数は445両にのぼり、単一車種としては台鉄史上最多の形式である。

## 概要
1996年（民国85年）に第一編成が台湾に到着した際、台湾では初の流線形車両で当時の動力分散方式の自強号と大きく違っていたため、多くの鉄道ファン（台湾では「鉄道迷」）の関心を引いた。数ヶ月に及ぶ集中試運転の後、同年の中秋節休暇に1019次、復路は1020次自強号でEMU100型に替わって台北高雄直通列車の運用に就いた。知名度を上げるために運用開始後に発行された時刻表の表紙に何度も登場し、市民の注目を集めた。
編成数がある程度揃うと台鉄は多くの自強号をE1000型での運行に改めると共に、自強号の大増発の要望には停車駅が比較的少ない莒光号の自強号への格上げで応えた。しかし初期は運用車両に慣れていなかったことと、莒光号を格上げした列車のスピードアップをしなかったので所要時間が長く人々の不評をかった。1996年3月24日のダイヤ改正では自強号の大増発とダイヤ見直しが行われ、ようやくE1000型が自強号の主力車両となった。
宜蘭線電化完成後2000年5月3日には初めて羅東まで入線し、一部のディーゼルカー自強号に取って代わった。この改正で初めて“PP速”が始まり、良好な条件で最高の能力を発揮できるようになる。台鉄は4本の自強号で最高速度130km/hでの運行に挑戦し、台北～高雄間の所要時間を再び4時間以内に短縮した。2004年9月時点での最速列車は途中台中・彰化・台南に停車して3時間59分で結び、途中の嘉義では同種別の自強号を追い越していた。しかし台湾高速鉄道開業後は途中停車駅が多くなり一部の列車を除いて現在は4時間50分～5時間程度の所要時間である。
2003年7月4日の北廻線全線電化完成で電化区間は花蓮まで延長され、更に2014年6月の台東線電化完成等でE1000型の運用範囲は徐々に拡大し、北の基隆から南の潮州、東は台東まで足跡を残している。南廻線の電化後は台湾鉄路の主要3路線すべてで運用されているが、東部幹線では太魯閣号、普悠馬号、ディーゼル車による自強号が主力であるため、本系列は西部幹線での運用が多い。特に、台北－高雄間直通の自強号は普悠瑪号で運行される南港 - 潮州間運行の最速達列車2往復を除いて全てE1000型の運用である。
現在、本系列は最大32編成（2両1組のE1000機関車が64両）を編成することができる。西部幹線を中心に運行されている（東部幹線は動力分散式の自強号が主に運行されている）。他の3組は保守・修理用で、1組は救援車として彰化駅に配置される。
また、古いEMU300やEMU1200の状態が不安定なため、故障やメンテナンス時に本系列で代走することが多い。以前は、代走専用の9両編成や10両編成を組成していたが、現在は全て定期列車と同じ12両編成である。
モーターの焼損事故等から主電動機の換装を行なう等したものの、製造から20年以上経過して老朽化が進んでいるため、東芝が製造し、2023年から運用開始予定のE500型電気機関車は、本形式の先頭機関車も置換える予定で、今後の去就が注目されている。また、客車もE500型電気機関車との連結運転対応改造を開始している。

## 車両
E1000型の最大編成は2両の機関車を含めて15両編成だが、初運用時は11両で、後に12両に変更された。2002年に6号車に食堂車が組み込まれ、13両編成となる。食堂車運営の競争入札は新東陽が応札したが、多額の損失を出し契約を解除している。暫くそのままになっていたが、PPD2500型食堂車は入場、改装され、食堂設備が撤去され貨物室が設けられ、速達郵便車として13号車に連結された。日本の新幹線便に相当するが、当局が積極的ではないためにあまり普及しなかった。その後、貨物室はさらに2両を自転車積込用車両に転用。後には再びラックを外し、一部の車両にはシートベルトを付け障害者用車両としても使用した。2017年にはPPD2500の20両を親子車に改造して、型式をPPDからPPPに変更した。
設計上の問題で発車時に客車内でも解る位の大きなショックがある上、高速走行時に共振現象を起こしたが、台鉄機務処が解決策を講じたので高速時の振動問題は既にあまり見られなくなっている。

## 補修問題
2004年中頃から設計上の問題から故障が頻発し、途中で走行不能になったり大幅な遅延が発生したりして台鉄は多くの非難の声を浴びた。運用本数を減らすために当局は2005年8月からE1000型を4本の定期列車と休日の増発列車から一気に外し、車両の状況が良くない編成には後補機をつけるなどの対策をとった。
監察院審計部の調査によって台鉄のE1000型の契約管理上で多くの問題があることが解った。現代精工が事業統合でロテムを経て現代ロテムとなった際に台鉄が必要な措置を取らなかったことと、補償期間が過ぎた後、補修用部品の製造が止められて多額の損失をこうむった。またロテム側は早々に台湾を離れ、関係各社も補償には積極的ではない状況で、故障が頻発する様になってようやく発覚したのである。主電動機に重大な瑕疵があるというのが故障原因として多く、予備部品がないので補修も困難となっている。
現在台鉄の主力車両のE1000型、EMU500型、EMU600型全てが旧現代精工→ロテム製のため、メーカーの補修部門が撤退した今、主力車の前途に不安が出た。こうして前交通部部長の林陵三は韓国メーカーの入札資格を停止。これに韓国政府が調停に乗り出したが、和解には至らなかった。その後、2006年末からTEMU1000型を導入し運用が開始されたため、運行車両の数が確保され再度運用本数が増やされた。
その後、台湾がWTOに加盟し、2012年以降にGPA（政府調達協定）が発効したことから、政府調達による大型入札案件については、韓国勢の入札参加が事実上解禁されることになった。（なお、EMU900型入札公示前に和解が成立し、2018年、現代ロテムは、EMU600型以来となるEMU900型520両を受注し、台湾市場に再進出することになった）。
2019年1月、台鉄は日立製作所と本形式の後継車両なるEMU3000型電車を契約したと発表した。台鉄初となる12両固定編成で、本形式を上回る台鉄史上最大となる50組600両を導入する。

## 性能諸元
- 電動車：
  - 型式：E1000型
  - メーカー：UCW（Union Carriage & Wagon Co. (Pty) Ltd，）
  - 電装品：GECアルストム
  - 製造年：1995年
  - 生産数：64両（E1001～E1064）
  - 最高時速：130km/h
  - 動輪配置：Bo-Bo
  - 牽引力：16,735kgw
- 付随車：
  - メーカー：現代精工
  - 製造年:1995年
  - PPT1000型：一般客室車200両（PPT1001～PPT1200）
  - PPH1300型：含優先席車68輛（PPH1301～PPH1368）
  - PPC1400型：含車掌室車68輛（PPC1401～PPC1468）
- 増備車：
  - メーカー：唐栄鉄工廠（→台湾車輛）
  - 製造年：2002年
  - PPT2000型：一般客室車13両（PPT2001～PPT2013）
  - PPD2500型：食堂合造車32両（PPD2501～PPD2532）後に郵便合造車に改造，親子車に部分改造
- 改造車:
  - PPP2500型:親子車20両(PPP2501～2520)に改造によってPPD造車

## その他

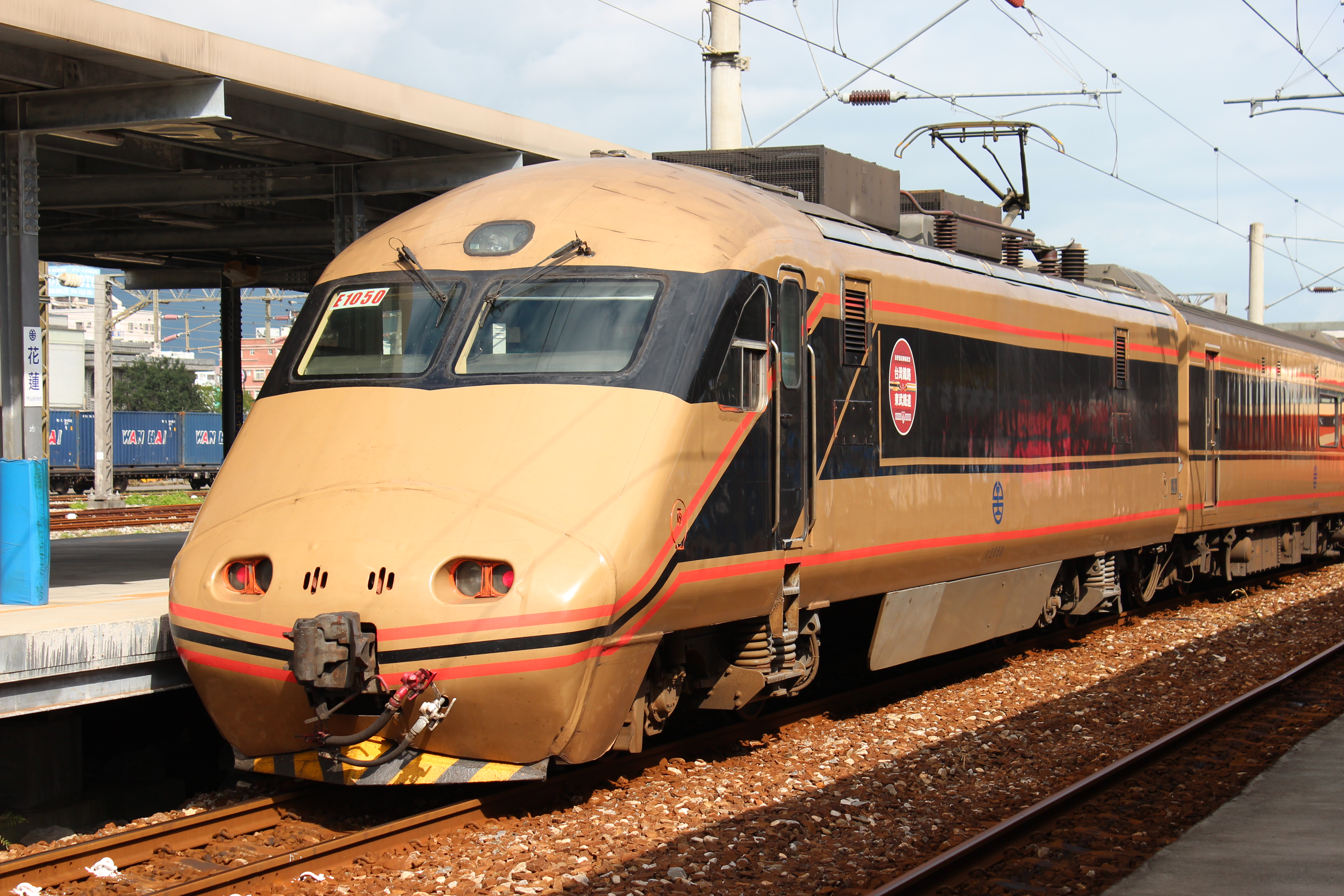
「日光詣スペーシア」塗装

- 台湾ではE1000型をPP車（プッシュプル車の意）と呼んでいるが、その個性的な顔立ちから土虱（ナマズ）、猪車（豚車）、PP猪など幾つかのあだ名がある。
- 2016年10月からは1編成が友好鉄道協定を結んでいる東武鉄道の特急車100系の特別塗装「日光詣スペーシア」の塗装に変更され、10月3日から2017年4月17日まで運行された[16][17]。